# Delias nigrina
Espèce
Delias nigrina est une espèce de papillons de la famille des Pieridae.
- Répartition : Nouvelle-Galles du Sud.